# Zorzines masculina
Zorzines masculina là một loài bướm đêm trong họ Noctuidae.